# کوتلنیکوو (استان آرخانگلسک)
کوتلنیکوو (به لاتین: Kotelnikovo) یک منطقهٔ مسکونی در روسیه است که در استان آرخانگلسک واقع شده‌است.